# カメレルネブティ1世
カメレルネブティ1世（Khamerernebty I）は、古代エジプト第4王朝の王妃。